# Impressão 3D T-1000
A impressão 3D T-1000 é uma técnica de impressão 3D  que a partir de uma resina, pode criar um modelo até 100 vezes mais rápido do que as impressoras 3D tradicionais.
Esta tecnologia utiliza uma poça de resina líquida que tem luz ultravioleta e oxigênio projetados através dela, basicamente esculpindo no líquido com a luz, mais ou menos como o crescimento de um cristal e foi inspirada na cena do filme Exterminador do Futuro 2, quando a partir de metal líquido, surgiu o robô T1000.